# 謝爾特群島
謝爾特群島（英語：Shelter Islands）是南極洲的群島，屬於威廉群島中阿根廷群島的一部分，由英國探險隊繪入地圖和命名，現時由南極條約體系管理。